# Klaus Praefcke

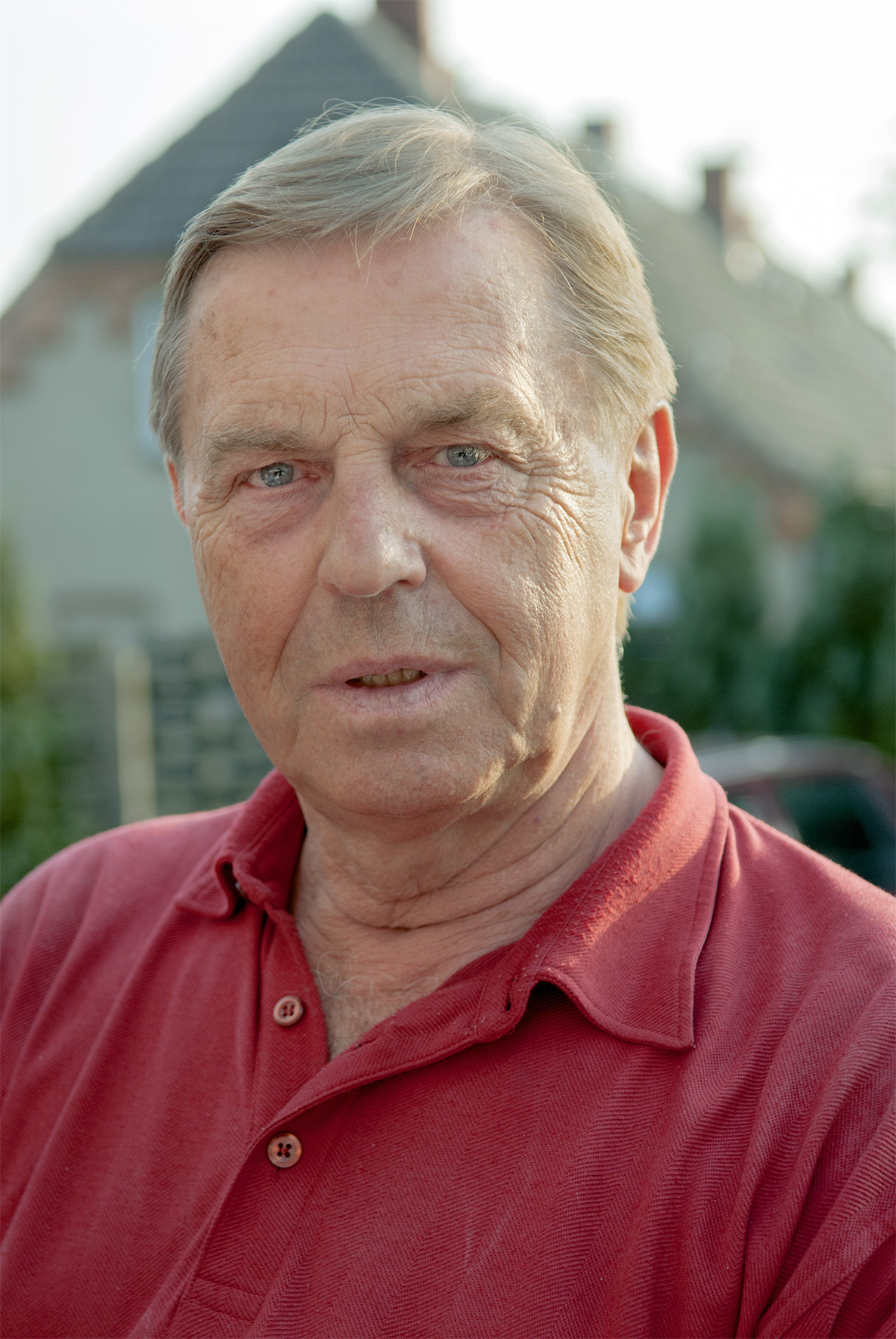
Klaus Praefcke (2006)

Klaus Praefcke (* 3. Januar 1933 in Ostseebad Wustrow/Fischland Mecklenburg; † 20. November 2013 in Berlin) war ein deutscher Chemiker und Professor des Fachgebiets Organische Chemie.

## Leben
Klaus Praefcke wuchs im Ostseebad Kühlungsborn auf. Hier besuchte er ab 1939 die Volksschule und wechselte 1948 nach Bad Doberan ans Gymnasium. Nach dem Abitur im Juli 1952 am Friderico-Francisceum in Bad Doberan studierte Praefcke zunächst Geschichte an der Humboldt-Universität zu Berlin. Von 1954 bis 1963 studierte er Chemie an der Technischen Universität Berlin. Seine Doktorarbeit fertigte er im Fachgebiet Organische Chemie an. Als akademischer Schüler von Horst Baganz wurde er zum Dr.-Ing. promoviert. Anschließend forschte er im Privatlaboratorium von Alexander Schönberg an der TU Berlin. 1970 habilitierte er sich ebenda. Zwischen 1971 und 1998 wirkte Praefcke als Professor für Organische Chemie an der TU Berlin.
Praefcke war Gastprofessor an diversen Universitäten und pflegte Forschungskooperationen mit namhaften ausländischen akademischen Einrichtungen (Auswahl: Ägypten, Großbritannien, Indien, Israel, Japan, Kuwait, Neuseeland, Nord- und Südamerika, Russland und Türkei). Einen Ruf auf den Lehrstuhl für Organische Chemie der Universität Tromsø (Norwegen) lehnte Praefcke ab.
Er war verheiratet und Vater einer Tochter und eines Sohnes.
Klaus Praefcke starb am 20. November 2013 im Alter von 80 Jahren in Berlin. Trauerfeier und Beisetzung fanden am 2. Dezember 2013 auf dem landeseigenen Friedhof Heerstraße in Berlin-Westend statt.

## Wirken
Seine über 300 wissenschaftlichen Arbeiten sind vorwiegend der organisch-chemischen Synthese zuzurechnen. Dabei hat er unter anderem gearbeitet über aliphatische Diazoverbindungen, präparative organische Photochemie, Synthese von Metallo[Pd,Pt]macrocarbocyclen, Inositol- und Kohlenhydratchemie. In den letzten Jahren seiner wissenschaftlichen Forschung beschäftigte er sich vor allem mit der Chemie und Physik von Flüssigkristallen. Mehrere Substanzklassen flüssigkristalliner Stoffe wurden erstmals von ihm synthetisiert.
Neben seiner beruflichen Tätigkeit baute Praefke seit 1973 eine umfangreiche zeitgeschichtliche Sammlung zum Thema „Juden und Naher Osten in (der) Karikatur“ auf mit ca. 4500 Belegen. Daneben widmete er sich Studien und Fotodokumentationen zur Geschichte von dekorativen, historischen und kunsthandwerklichen Schätzen und Baudenkmälern im heimatlichen Ostseebad Kühlungsborn und des Umlands (Mecklenburg-Vorpommern), dies wurde 2006 dokumentiert in einer Ausstellung des Kunstvereins im Ostseebad Kühlungsborn.
Von der Staatsuniversität Iwanowo, Russland, wurde er 1993 mit einer Ehrenprofessur für seine Beiträge zur Chemie und Physik der Flüssigkristalle ausgezeichnet.

## Publikationen
- Organische Schwefelverbindungen VII : Photochemische α-Spaltung von Thiobenzoesäure-S-p-tolylestern in Lösung, gemeinsam mit J. Martens, Chemische Berichte 107 , 1974, S. 2319;
- 2- und 4-Azathioxanthone durch Photoumlagerung von Thionicotinsäure-S-arylestern, Angewandte Chemie 86, gemeinsam mit G. Buchholz und J. Martens, 1974, S. 562; in: Angewandte Chemie International Edition in English 13, 1974, S. 550;
- Photochemische Thioxanthon-Synthese aus Halogenthiobenzoesäure-S-arylestern, Synthesis, gemeinsam mit G. Buchholz und J. Martens, 1974, S. 666;
- Organische Schwefelverbindungen VI : Thioxanthonsynthese durch Photoumlagerung von Diaryl-α-ketosulfiden (Thiolestern), eine neue lichtinduzierte aromatische Substitutionsreaktion, Tetrahedron 30, gemeinsam mit H. Schwarz und J. Martens, 1974, S. 2565;
- Organische Photochemie VII : Photosubstitution von 1-Halogenthioxanthonen, Tetrahedron Letters, gemeinsam mit G. Buchholz und J. Martens, 1975, S. 3213;
- Intramolekulare Photo-Friedel-Crafts-Reaktionen; ein neues Syntheseprinzip für Heterocyclen, Synthesis, gemeinsam mit J. Martens und U. Schulze 1976, S. 532;
- Photochemistry of Selenol Esters. gemeinsam mit J. Martens und Helmut Simon, In: Zeitschrift für Naturforschung B. 31, 1976, S. 1717–1718	;
- Selenolester – eine neue Klasse flüssigkristalliner Verbindungen, gemeinsam mit G.Heppke und J. Martens, IN: Angewandte Chemie 89 , 1977, S. 328; Angewandte Chemie International Edition in English 16, 1977, S. 318;
- Organische Photochemie XIV: Photoreaktionen sulfinylsubstituierter Carbonsäure-, Thiocarbonsäure- und Selenocarbonsäurederivate in Lösung; lichtinduzierte Säurespaltungen, Heterocyclenbildungen und Photosubstitutionen, gemeinsam mit R. Lüdersdorf, J. Martens und B. Pakzad, in: Liebigs Annalen der Chemie 1977,S. 1992–2017
- Tellurolester im Vergleich mit isoelektronischen, flüssig-kristallinen O-, S- und Se-Estern, gemeinsam mit J. Martens u. a., Chemiker-Zeitung 101, 1977, S. 450
- Organische Tellurverbindungen III. Photoreaktionen von Tellurolestern in Lösung, gemeinsam mit W. Lohner, J. Martens und H. Simon, Journal of Organometallic Chemistry 154, 1978, S. 263
- Organic Sulfur Compounds. Xxiii. Gemeinsam mit R. Luedersdorf , J. Martens und B. Pakzad, in: Cheminform. 9, 1978
- Organic Photochemistry. Part Xxxv. Organic Sulfur Compounds. Xliii. Pyrido(2,3-D)Thieno(3,2-B)(6H)Thiopyran – A New Heterocyclic Ring System, gemeinsam mit K. Beelitz und S. Gronowitz, in: Cheminform. 11, 1980
- Organic Sulfur Compounds, XLVII [1] Dimerization of Monothiobenzil to a 1,3-Dithietane and its Cycloreversion | Organische Schwefelverbindungen, XLVII Dimerisierung des Monothiobenzils zu einem 1.3-Dithietan und dessen Cycloreversion, gemeinsam mit C. Bak, in: Zeitschrift Fur Naturforschung – Section B Journal of Chemical Sciences. 35: 1980. S. 372–375
- Photochemistry of Organic Selenium and Tellurium Compounds, gemeinsam mit J. Martens, in: Journal of Organometallic Chemistry 198, 1980, S. 321.
- Organische Photochemie. 39. Mitt. Synthese Von Benzo‐ und Pyridoselenolothiopyranen durch Thiolester‐Thiopyron‐Transformationen Cheminform. Gemeinsam mit K. Beelitz und S. Gronowitz, 1981, S. 12
- Inclusions between large flat organic molecules; the induction of columns and mesophases Journal of Inclusion Phenomena and Molecular Recognition in Chemistry. Gemeinsam mit J. D. Holbrey, 1996, S. 19–41
- Flat mesomorphic metal organyls Molecular Crystals and Liquid Crystals Science and Technology Section a: Molecular Crystals and Liquid Crystals. Gemeinsam mit J. D. Holbrey und N.Usol'tseva, 1996, S. 189–200
- Amphotropic properties of multi-palladium and -platinum liquid crystals Molecular Crystals and Liquid Crystals Science and Technology Section a: Molecular Crystals and Liquid Crystals. gemeinsam mit J. D. Holbrey und N. Usol'tseva, 1997, S. 123–139
- Core-halogenated, helical-chiral triphenylene-based columnar liquid crystals Liquid Crystals. Gemeinsam mit A. Eckert und D. Blunk, 1997, S. 113–119
- Can thermotropic biaxial nematics be made real? Molecular Crystals and Liquid Crystals 364, 2001, S. 15,
- Kühlungsborn erkunden. Verborgene Schätze, gemeinsam mit Ilona Dehn, TSK Verlag Kühlungsborn 2006.